# Cleveland Browns 2004
La stagione 2004 dei Cleveland Browns è stata la 52ª della franchigia nella National Football League. Il 30 novembre, Butch Davis si dimise da capo-allenatore e general manager della squadra. Fu sostituito dal coordinatore offensivo Terry Robiskie. I Browns terminarono con un record di 4-12, mancando i playoff per il secondo anno consecutivo.

## Roster
|  | |  | |  | |  | |  |  |
|  | Quarterback - 5 Jeff Garcia - 10 Kelly Holcomb - 12 Luke McCown Running back - 23 Adimchinobe Echemandu - 42 Terrelle Smith FB - 44 Lee Suggs - 31 William Green - 21 James Jackson Wide receiver - 89 Richard Alston KR - 81 Antonio Bryant - 19 Frisman Jackson - 84 Andre King - 86 Dennis Northcutt Tight end - 82 Steve Heiden - 83 Aaron Shea - 49 Keith Heinrich - 88 Chad Mustard |  | Offensive linemen - 65 Kirk Chambers T - 70 Enoch DeMar G - 50 Jeff Faine C - 67 Melvin Fowler C - 63 Kelvin Garmon G - 73 Joaquin Gonzalez T - 77 Ross Verba T Defensive linemen - 98 Ebenezer Ekuban DE - 96 Kenard Lang DE - 97 Alvin McKinley DT - 93 Michael Myers DT - 78 Tyrone Rogers DE - 99 Orpheus Roye DT - 61 Gerard Warren DT |  | Linebacker - 59 Kevin Bentley - 54 Andra Davis - 55 Barry Gardner - 57 Warrick Holdman - 51 Chaun Thompson - 53 Mason Unck - 56 Eric Westmoreland Defensive back - 25 Chris Crocker FS - 24 Robert Griffith SS - 37 Anthony Henry - 22 Michael Jameson - 26 Sean Jones SS - 39 Michael Lehan CB - 20 Earl Little - 33 Daylon McCutcheon - 34 Lewis Sanders Special team - 4 Phil Dawson K - 8 Derrick Frost P - 64 Ryan Pontbriand LS |  | Lista delle riserve - 28 Leigh Bodden CB (IR) - 92 Courtney Brown DE (IR) - 27 Dee Brown RB (IR) - 87 André Davis WR (IR) - 72 Ryan Tucker T (IR) - 80 Kellen Winslow II TE (IR) Squadra di allenamento - -- Todd Husak QB Rookie in corsivo |  |  |

## Calendario
| Stagione regolare |                    |                        |                    |                          |                    |                    |                    |
| Turno             | Data               | Avversario             | Risultato          | Stadio                   | Record             | Pubblico           |                    |
| 1                 | 12 settembre       | Baltimore Ravens       | V 20–3             | Cleveland Browns Stadium | 1–0                | 73,068             |                    |
| 2                 | 19 settembre       | at Dallas Cowboys      | S 12–19            | Texas Stadium            | 1–1                | 63,119             |                    |
| 3                 | 26 settembre       | at New York Giants     | S 10–27            | Giants Stadium           | 1–2                | 78,521             |                    |
| 4                 | 3 ottobre          | Washington Redskins    | V 17–13            | Cleveland Browns Stadium | 2–2                | 73,348             |                    |
| 5                 | 10 ottobre         | at Pittsburgh Steelers | S 23–34            | Heinz Field              | 2–3                | 63,609             |                    |
| 6                 | 17 ottobre         | Cincinnati Bengals     | V 34–17            | Cleveland Browns Stadium | 3–3                | 73,263             |                    |
| 7                 | 24 ottobre         | Philadelphia Eagles    | S 31–34 (DTS)      | Cleveland Browns Stadium | 3–4                | 73,394             |                    |
| 8                 | Settimana di pausa | Settimana di pausa     | Settimana di pausa | Settimana di pausa       | Settimana di pausa | Settimana di pausa | Settimana di pausa |
| 9                 | 7 novembre         | at Baltimore Ravens    | S 13–27            | M&T Bank Stadium         | 3–5                | 69,781             |                    |
| 10                | 14 novembre        | Pittsburgh Steelers    | S 10–24            | Cleveland Browns Stadium | 3–6                | 73,703             |                    |
| 11                | 21 novembre        | New York Jets          | S 7–10             | Cleveland Browns Stadium | 3–7                | 72,547             |                    |
| 12                | 28 novembre        | at Cincinnati Bengals  | S 48–58            | Paul Brown Stadium       | 3–8                | 65,677             |                    |
| 13                | 5 dicembre         | New England Patriots   | S 15–42            | Cleveland Browns Stadium | 3–9                | 73,028             |                    |
| 14                | 12 dicembre        | at Buffalo Bills       | S 7–37             | Ralph Wilson Stadium     | 3–10               | 72,330             |                    |
| 15                | 19 dicembre        | San Diego Chargers     | S 0–21             | Cleveland Browns Stadium | 3–11               | 72,489             |                    |
| 16                | 26 dicembre        | at Miami Dolphins      | S 7–10             | Pro Player Stadium       | 3–12               | 73,169             |                    |
| 17                | 2 gennaio          | at Houston Texans      | V 22–14            | Reliant Stadium          | 4–12               | 70,724             |                    |

Note: gli avversari della propria division sono in grassetto.

## Classifiche
| AFC North               |    |    |   |      |     |      |     |     |     |
|                         | V  | S  | P | %    | DIV | CONF | PF  | PS  | STR |
| (1) Pittsburgh Steelers | 15 | 1  | 0 | .938 | 5–1 | 11–1 | 372 | 251 | V14 |
| Baltimore Ravens        | 9  | 7  | 0 | .563 | 3–3 | 6–6  | 317 | 268 | V1  |
| Cincinnati Bengals      | 8  | 8  | 0 | .500 | 4-2 | 4–8  | 374 | 372 | V2  |
| Cleveland Browns        | 4  | 12 | 0 | .250 | 1–5 | 3–9  | 276 | 390 | V1  |